# Le Roi Mystère
Le Roi Mystère est une mini-série franco-belgo-suisse, en 4 épisodes de 90 minutes, créée par Marcel Jullian d'après le roman éponyme de Gaston Leroux et réalisée par Paul Planchon et diffusée du 23 avril au 14 mai 1991 sur FR3.

## Synopsis
Adapté d'un roman-feuilleton de Gaston Leroux paru en 1910 dans le journal Le Matin, Le Roi Mystère raconte l'histoire d'une vengeance d'un mystérieux chef de bande, roi des catacombes, envers une conjuration d'hommes influents du Second Empire.

## Distribution
- Christopher Bowen (en) : Le Roi Mystère / Robert Pascal
- Philippe Bouclet : Sinnamari
- Aurelle Doazan : Gabrielle Desjardies
- Éva Mazauric : Liliane d'Anjou
- Piéral : Mac Callan
- Dominique Pinon : Cassecou
- Fred Ulysse : le condamné à mort sauvé.

## Épisodes
1. La Guillotine
2. Le Perroquet
3. La Dent creuse
4. Le Châtiment